# Wouter van Reek
Wouter van Reek (Voorschoten, 14 september 1960) is een Nederlandse animatiefilmer en kinderboekenschrijver over een loopvogel met rode cape, De Keepvogel, en zijn hond Tungsten.
Wouter van Reek studeerde aan de Rietveld Academie in Amsterdam de richting audiovisuele media. In 1984 rondde hij zijn studie af. Hij maakte onder andere voor Sesamstraat en Villa Achterwerk animatiefilmpjes. Zijn eerste boek verscheen naar aanleiding van zijn filmpjes in 2005 met de titel Keepvogel Noodweer. Naast het maken van animatiefilmpjes, schrijven en illustreren, geeft hij ook animatievoorstellingen o.a. met Slagwerkgroep Den Haag.

## Selectie tekenfilmpjes gemaakt voor Sesamstraat
- Alleen, 1995
- Geheim, 1998
- Iets moois op mijn rug, 1999
- Ik weet heus wel waar ik woon, 2001
- Mijn broertje speelt spook, 2003
- Later word ik duiker, 2005
- We blijven lekker thuis, 2007
- Ruzie, 2010

## Selectie tekenfilmpjes gemaakt voor Villa Achterwerk (2000-2007)
- Terra Incognita
- Sneeuwpop
- Saai
- Broogbeer
- De Zevenslaper
- Ondersteboven
- Bezoek
- Noodweer
- Nonagintiljoen
- De Stokjes van het Bos
- Tungstens Tekening.
- Avontuur
- Rondom
- Opruimen

## Bekende boeken
- Keepvogel: noodweer, 2005
- Keepvogel: de uitvinding, 2006
- Keepvogel: de kijktoren, 2007
- Keepvogel: nachtpannenkoeken, 2008
- Keepvogel: het diepste gat, 2009
- Keepvogel en Kijkvogel: in het spoor van Mondriaan, 2011

### Vertalingen
- Krawinkel & Eckstein - Die Rettungsaktion 2006 (Duits)
- Krawinkel & Eckstein, Auf den Spuren von Piet Mondrian (Duits)
- Grand Bec,(Frans)
- Coppernickel, (Engels)
- Pinzon, (Spaans)
- Kappefugl, (Deens)

## Prijzen
- 1st Prize Animated Short Film op het Chicago International Children´s Film Festival 2002.
- Zilveren Penseel voor Keepvogel: de uitvinding, 2007
- Leespluim voor Keepvogel: de kijktoren, januari 2008
- the Golden Apple, Biennial of Illustration Bratislava, Slovakia voor Coppernickel Goes Mondrian, 2011
- Zilveren Griffel + Vlag en Wimpel (Penseeljury) voor Keepvogel en Kijkvogel: in het spoor van Mondriaan, 2012
- Luchs, Kinder- und Jugendbuchpreis von Radio Bremen und Die Zeit, 2015
- Zilveren Penseel 2020 voor Nadir en Zenith in de wereld van Escher

## Tentoonstelling
- Gemeente Museum Den Haag (2010), Keepvogel en Kijkvogel: in het spoor van Mondriaan

- Bibliothèque nationale de France: cb15605940t (data)
- Digitale Bibliotheek voor de Nederlandse Letteren: reek007
- Gemeinsame Normdatei: 1089418124
- International Standard Name Identifier: 0000 0000 5794 8418
- Library of Congress Control Number: n2007086167
- Nederlandse Thesaurus van Auteursnamen: 12599527X
- RKD-Nederlands Instituut voor Kunstgeschiedenis: 335270
- Système universitaire de documentation: 125938950
- Virtual International Authority File: 79214069